# Fを押して敬意を払え
Fを押して敬意を払え（エフをおしてけいいをはらえ、Press F to pay respects）は、2014年のテレビゲーム『コール オブ デューティ アドバンスド・ウォーフェア』に由来するインターネット・ミーム。劇中の葬儀シーンにおいて、クイックタイムイベント（QTE）として表示される一文であり、シーンの雰囲気と一致しない滑稽さがユーザーの注目を浴びたものである。当初は侮蔑的な引用であったものの、その後、ミームとして人気を博し、訃報や不幸な出来事のニュースに対してこの一文や「F in the chat」（チャットでF）と共に実際に「F」を入力することで弔慰や敬意を示すスラングになった。
なお、「Fキー」はPC版に由来し、Xbox版では「Xボタン」、PlayStation版では「□ボタン」になる。このため日本語版のメッセージでは「X長押しで敬意を払う」などになっている。

## オリジナル
『コール オブ デューティ アドバンスド・ウォーフェア』の序盤において、主人公ジャックの命の恩人である戦友ウィルの葬儀シーンがある。このシーンの途中でクイックタイムイベント（QTE）として「Press F to pay respects」（Fを押して敬意を払え）の一文が表示され、プレイヤーがそれに従うと、ジャックは前に進み出てウィルの棺に右手を約6秒間置いた後、振り返って立ち去る 。
『アドバンスド・ウォーフェア』のPC版において「Fキー」はオブジェクトの使用を行うための操作キーであり、この役割はXbox版では「Xボタン」、PlayStation版では「□ボタン」になっている（また、これらコンシューマ版では長押しである）。これに伴い、文言も微妙に異なり、Xbox版では「Hold X to Pay Respects」（「X長押しで敬意を払う」）、PlayStation版では「Hold Square to Pay Respects」（「□長押しで敬意を払う」）である。
『アドバンスド・ウォーフェア』のレベルデザイナーであるスティーブ・ビアンキによれば、これは土壇場で変更された演出であった。元々はジャックが戦友の棺にバッチを打ち付けるというものであった。しかし、これはネイビー・シールズ（米海軍特殊部隊）の葬儀の様式であり、海兵隊員であるジャックではありえないとしてゲームの軍事アドバイザーが反対した。この結果、急遽の変更を余儀なくされ、上記のシーンになった。
脚本を担当したジョン・マッキンネスは、これは開発終盤に発生した副次的なものであり、自分がコントロールできるようなものではなかったとし、そもそもインタビューで聞かれて始めて知ったと答えている。
類似したイベントは2011年のテレビゲーム『バットマン アーカム・シティ』でも見られた。このゲームではバットマンが両親が殺害された路地を訪れるシーンで、プレーヤーは両親の遺体の位置を示すチョークの輪郭に近づくかどうかを選択するというものであった。
Gamasutraのアンドリュー・ベスタルは2つのゲームの違いについて解説し、バットマンの場合はあくまで任意選択であることを指摘している。

## 葬儀シーンに対する評価
2014年11月に『アドバンスド・ウォーフェア』がリリースされると多くの批評家やプレイヤーが、葬儀場面には場違いで強引なインタラクションを馬鹿にした。
これは恣意的で不要な要素であるにとどまらず、ゲームが本来伝えようとした悲壮な雰囲気すら壊すものであり、頻繁に批判され、嘲笑された。
2014年に深夜番組の有名人であるコナン・オブライエンは『アドバンスド・ウォーフェア』をレビューした際に、このQTEで追悼するシーンを批判した。
一方でペースト誌は、QTEで哀悼の意を示すのは「奇妙な面白さがある」とし、口コミによるミームとして流行る可能性があると指摘していた。

## ミームとして
リリースから数年後、このフレーズはゲームと無関係に引用されるようになり、時には皮肉なく真面目な形で用いられるようになった。
TwitchなどのSNSにおいて、ユーザーはインターネット上の不幸なニュースに反応する際、哀悼の意を示すために「F」の一文字を入力するようになった。その際には「F in the chat」（チャットでF）というフレーズでも表されるようになった。
この顕著な例は2018年のジャクソンビル銃乱射事件である。同事件を追悼するストリーミング配信において一部の視聴は哀悼の意を示す「F」を投稿し、事件に反応した。

## ミームへの評価
PC Gamerのモーガン・パークは、振り返ってみると、このミームがコール オブ デューティシリーズ最大の遺産だったと評した。
また、GameRevolutionのヴィトール・ブラズは、最も人気のあるテレビゲーム由来のミームの1つと評している。
Kotakuのセシリア・ダナスタシオは、このミームを象徴的なものとし、その理由を「独特の愚かさ」ではなく、「悲壮さと軽薄さのバランスがあまりにも滑稽なほど崩れているから」であると述べている。
スクリーン・ラントのカイ・シンクルは、不幸なニュースや状況で「F」が登場するのはゲーマー達の間ではよくあることで、決して風化しないゲーム・ミームだと評した。